# 星光電子
星光電子（せいこうでんし）は、かつて日本に存在したOS-9関連ソフトハウスである。初期には6809を使ったハードウェアを開発した。

## 概要
創業者の星光行が数名の仲間と共に始めた企業。星の名から星光電子とした。星は高校卒業後、航空自衛隊でのバッジシステム運用を経て、1976年に工学社勤務（雑誌 I/Oの編集者）、1981年に星光電子を設立していた。現在は、株式会社ジェイテックで、組込みソフトウェア分野、電気・電子分野の社員教育に携わっている。東京工業大学、早稲田大学、立命館大学客員講師。  2005年からソフトウェアデザインロボットコンテスト本部実行委員長。
独立したシステムとしてEXCEL-8を開発後、Apple II用アドオンカードのEXCEL-9(I/OにてTOMATO-9という名称で試作モデルを発表)を星光電子の最初の製品として発売する。
その後、米国マイクロウェア（Microware Systems Corporation、現在のRadiSys Corporation）の開発した6809用のオペレーティングシステム、OS-9を知り、代理店契約を結ぼうとするが、千葉県船橋市にあったマイクロボード（産業用ボードコンピュータのメーカー。インテックの連結子会社となった後、清算）が契約済みだったため、その代わりとしてAuthorized OS-9 Implementorの権利を得る。ただし、この権利の対象はOS-9/6809に限られていた。
これ以降、日本の大手メーカー製パーソナルコンピュータに実装されたOS-9/6809は、星光電子が一手に手がけた。（組み込み用など、それ以外のハードウェアは、星光電子が手がけたものもあるが、ユーザによってポーティングされたものも多い。マイクロウェアは、OS-9をユーザ自身が移植するためのポートキットを提供していたため、自力で移植することが可能だった）
米国マイクロウェアと代理店契約を結んでいたマイクロボードは、代理店業務をおこなう子会社、マイクロウェアジャパン（千葉県船橋市）を設立し、OS-9のライセンス契約やマイクロウェア製品（ポートキットなど）の販売、コンサルティングなどを中心に事業を行っていた。だが、1989年、米国マイクロウェアが完全子会社の日本法人、マイクロウェアシステムズを設立することとなり、代理店業務を終了した。マイクロウェアシステムズは星光電子を元に設立されたため、星光電子の入居していた秋葉原の長谷川ビルに設立された。その人員は、主として星光電子とマイクロウェアジャパンから移籍した者で構成されていた。なお、そのような経緯から、しばらくは星光電子の取り扱い製品（CSG IMSなど）の販売も継続した。
OS-9/68000以降のOS-9は、CD-IにCD-RTOSとして採用されたことを除くと、産業用リアルタイムシステムとして採用されることが多くなった。特に、680x0を採用したMULTIBUS/VMEバスボードでは、ほとんど標準的に使用されるようになった。（海外では、6809時代もパーソナルコンピュータで採用されることはほとんどなかった）
だが、産業用途でも、次第に強力なハードウェアが普及し、リアルタイムシステムも、OS-9のような綿密な設計で作り込んだスリムな製品ではなく、もっと大規模なVxWorksや、Linuxをリアルタイム対応にした製品に主流が移り、マイクロウェアの経営は急激に悪化。その結果、2001年7月、ラディシスに買収された。これはマイクロウェアだけの問題ではなく、他のリアルタイムオペレーティングシステムを開発していたベンダーも同様で、いくつかのベンダーが買収などによって消えていった。

## 製品と仕事
最もよく知られたものは、富士通のFMシリーズで、FM-8/FM-7/FM-11/FM-77/FM77AV各シリーズのOS-9だろう。特にFM-11AD2やAD2+は、標準でOS-9がバンドルされており、OS-9を使うことが前提であった。実際、富士通の雑誌広告もOS-9を前面に押し出した「OS-9応答せよ」とのコピーが使われていた。
そのほか、日立製作所のMB-S1など、多くの6809採用コンピュータで採用されたが、標準でOS-9がバンドルされた機種はFM-11だけであった。
なお、星光電子の仕事はOS-9/6809の単純な移植だけではなかった。
- 漢字表示と独自の漢字変換ドライバ（KSys）
- タイリング形式マルチウィンドウ
- OS-9LAN

など、独自に開発した機能も多い。どれも8ビット機としては画期的な機能で、かつ、高性能であった。
KSysは、漢字が表示できるほとんどすべてのキャラクタ端末で漢字変換を提供する。特別にコンソールやシリアルポートのドライバを改造する必要はない。（8ビット文字を通すなど、いくつかの条件はあった） もちろん、リエントラントなため、何人ログインしても、メモリに常駐するバイナリはひとつで、ムダにメモリを浪費することもない。
マルチウインドウは、コンソールをn分割し、それぞれがコンソールとして動作するもの。キャラクタのフォントサイズは変更されない。
OS-9LANは、NFSのようにファイルシステムを共有するだけでなく、デバイスも共有できるため、たとえば、ネットワーク越しに他のマシンに接続されたプリンタに、リダイレクトでファイルをプリントすることもできる。このOS-9LANはマイクロウェアが標準品として採用し、OS-9/680x0版も作られ、広く使用された。ハードウェアは、当初、Netwareなどで普及していたArcNetが使用された。ドライバ以外はハードウェアに依存しないため、Ethernetにも対応した。
また、フォークス（当時、マイクロボードの子会社）の発売した、FM-11むけOS-9/68000ボードの開発を担当した。なお、FM-16βむけはサピエンスが、PC-9801むけはフォークス自身が開発した。
そのほか、マイクロウェアのオプションソフトウェアやサードパーティ製のアプリケーションソフトなども販売した。
- DYNASTAR（英文ワードプロセッサ、DYNASOFT製）
- 漢字DYNASTAR（日本語ワードプロセッサ、DYNASOFT/星光電子製）
- DYNACALC（表計算）
- STYLOGRAPH（英文ワードプロセッサ、GPC製）
- CSG IMS（マルチユーザ対応リレーショナルデータベース）

- GTerm（グラフィックターミナル）
- ファイルハンドラーツールボックス（ユーティリティ集、マイクロウェア製）
- QTools（ユーティリティ集、クイーリー製）
- CRASMB（クロスアセンブラ、LLOYD I/O製）
- ERINA（ユーザーモードデバッガ）、SERINA（システムモードデバッガ）
- Cコンパイラ、Pascalコンパイラ（マイクロウェア製）